# Joop Rohner

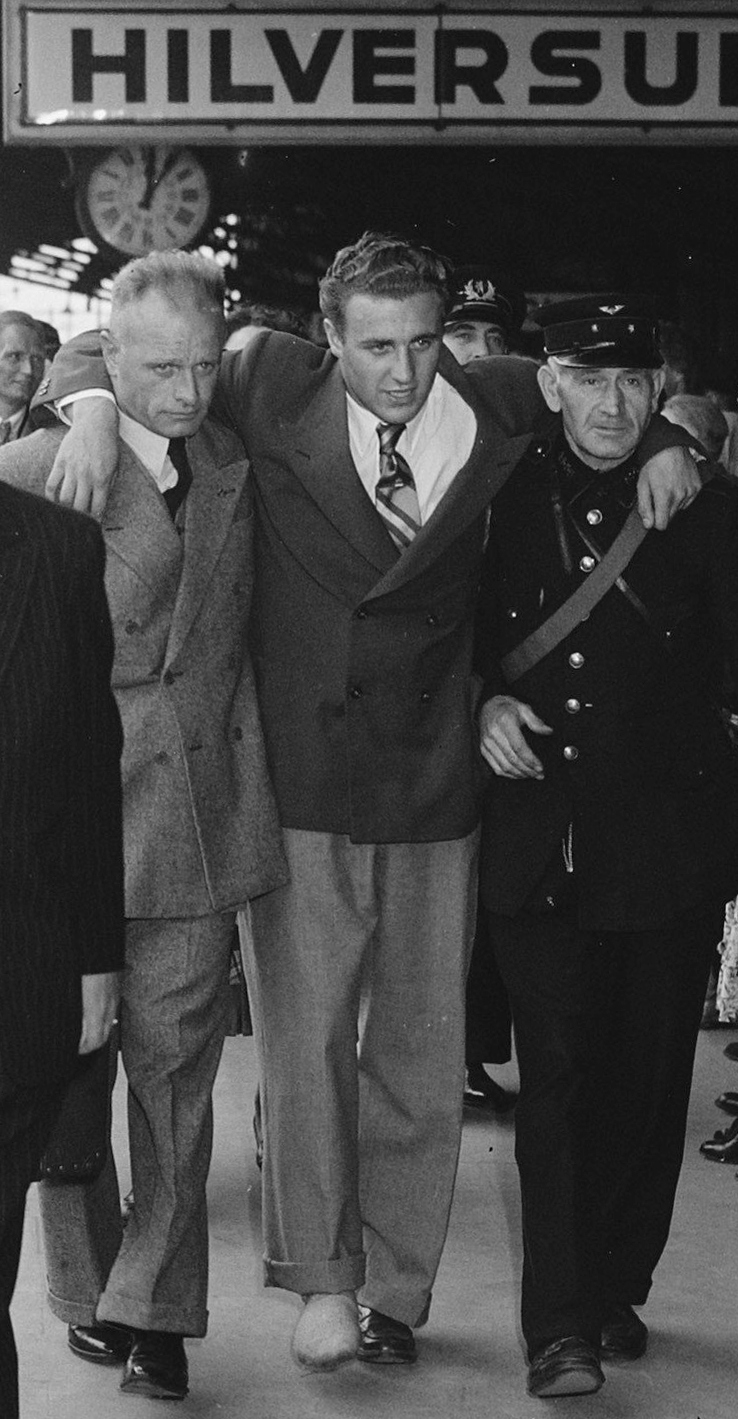
Der verletzte Joop Rohner (Mitte) muss gestützt werden. (1948)

Johannes „Joop“ Jacobus Rohner (* 6. Juli 1927 in Amsterdam; † 25. Januar 2005 in Hobart, Australien) war ein niederländischer Wasserballspieler. Mit der niederländischen Nationalmannschaft wurde er Olympiadritter 1948.

## Sportliche Karriere
Joop Rohner spielte für De Robben aus Hilversum.
1947 belegte die niederländische Mannschaft bei der Europameisterschaft in Monte Carlo den fünften Platz unter zehn Mannschaften, wobei die Niederländer mit 18 Treffern hinter Europameister Italien die zweitmeisten Tore erzielten. Allerdings kassierte Torhüter Rohner auch zwölf Gegentore. Bei den Olympischen Spielen 1948 in London gewann die niederländische Mannschaft zunächst ihre Vorrunden- und dann auch ihre Zwischenrunden- und Halbfinalgruppe. In die Finalrunde nahmen die Niederländer ein Unentschieden gegen Belgien aus der Halbfinalrunde mit. Nach einem weiteren Unentschieden gegen Ungarn und einer 2:4-Niederlage gegen Italien erhielten die Niederländer die Bronzemedaille. Rohner hütete in fünf Partien das Tor, Ersatztorwart Piet Salomons durfte in einem Erstrundenspiel und in einem Zweitrundenspiel mitwirken.